# Trasformismo
Trasformismo var det politiska system där den italienska regeringen bestod av en koalition av flexibla mittenpartier för att isolera både den extrema högern och vänstern i den italienska politiken efter Italiens enande men före fascismens och Benito Mussolinis övertagande av makten. En av de mer lyckade politikerna inom systemet var Giovanni Giolitti som lyckades bli premiärminister vid inte mindre än fem tillfällen under 20 år. Under hans inflytande utvecklade liberalerna aldrig ett strukturerat parti, utan bestod istället av ett antal informella och personliga grupperingar som inte på något sätt var kopplade till politiska valdistrikt.
Politikerna vid den här tiden var allmänt mer intresserade av att komma överens med varandra och mindre av politiska filosofier och principer, vilka byttes ut allt som oftast. Stora koalitioner formades genom att medlemmar mutades till att gå med i dem. Liberalerna - den huvudsakliga politiska gruppen - bestod av informella "gentlemannamässiga överenskommelser", som dock alltid gynnade dem själva. Det faktiska styrandet förekom inte speciellt ofta. Eftersom bara två miljoner män kunde rösta - av vilka de flesta var rika jordägare - behövde de inte bry sig om sådana saker som att förbättra livet för de människor som de skulle ha tjänat genom demokrati.
Systemet initierades av Agostino Depretis som var Italiens premiärminister 1883, och en del av ett vänsterparti. Han rörde sig till vänster och återformade regeringen till att inkludera Marco Minghettis konservativa. Depretis hade överlagt ett liknande skifte ett tag innan 1883, för att försäkra att regeringen var stark och undvek svagare institutioner genom extrema höger-vänster-skiftningar. Depretis menade att en stabil regering skulle bibehålla lugn i Italien.
Trasformismo ledde dock att många ansåg att det italienska parlamentära systemet var misslyckat och vagt, och associerades med korruption. Det sågs som offrandet av principer och policyer för kortsiktiga vinningar. Trasformismo var inte omtyckt, och skapade ett gap mellan det "rättsliga" (parlamentära och politiska) Italien och det "riktiga" Italien. Politikerna blev allt mer isolerade. Systemet hade nästan inga fördelar med sig: läskunnigheten låg på lika låga nivåer som innan enandet, saniteten var bristande och ekonomin bakåtsträvande - framförallt i de rurala områdena, där den bakåtsträvande ekonomin hindrade utveckling.